# Fall Shah Bano
Der Fall Shah Bano stammt aus dem Jahr 1985. Damals sprach der Oberste Gerichtshof Indiens (Supreme Court) einer geschiedenen muslimischen Frau, Shah Bano, Unterhalt zu. Shah Bano war zum Zeitpunkt der Scheidung bereits 70 Jahre alt und hatte keine Einkommensquelle, da es in Indien kein soziales Absicherungssystem gibt.
Nach der Scheidung verklagte Shah Bano ihren Ex-Ehemann, einen Rechtsanwalt, auf Zahlung von Unterhalt, solange sie nicht selbst in der Lage sei alleine dafür zu sorgen und sich nicht wieder verheiratete. Die Klage berief sich dabei auf den Criminal Procedure Code, das indische Strafgesetzbuch aus dem Jahr 1973, in dem in Section 125 ein solches Verfahren festgelegt ist. Jedoch erklärte sich der Beklagte damit nicht einverstanden und war nur bereit, Unterhalt für die Zeit der Iddah (nach islamischem Recht, die etwa 4 Monate umfassende Zeit, in der eine Frau nach Auflösung ihrer Ehe, durch Tod oder Scheidung des Ehemanns nicht wieder heiraten darf) zu zahlen. Der Madhya Pradesh High Court und später im Berufungsverfahren auch der Supreme Court entschieden im Sinne der Klägerin. Beide urteilten, dass das muslimische Personenrecht in diesem Fall nicht Anwendung finden könne. Der Supreme Court zitierte in der Urteilsbegründung den Koran 2:241: „Den entlassenen Frauen steht eine Ausstattung zu (wobei) in rechtlicher Weise (zu verfahren ist). (Dies gilt) als eine Verpflichtung für die Gottesfürchtigen.“
Das Urteil wurde durch islamische Rechtsgelehrte, die ʿUlamā' kritisiert, die dem Supreme Court auch das Recht absprachen, den Koran zu interpretieren. Die Rechtsgelehrten argumentierten, die islamische Ehe erkenne keine Unterhaltsansprüche seitens der Frauen an. Die indische Kongresspartei-Regierung unter Rajiv Gandhi, die fürchtete die Unterstützung der muslimischen Wähler zu verlieren, gab dieser strengen Auslegung nach und kippte das Gerichtsurteil 1986 durch die Verabschiedung des Muslim Women (Protection of Rights on Divorce) Act 1986. Dieses Gesetz schränkte das Recht von geschiedenen muslimischen Frauen auf Unterhaltsansprüche stark ein und revidierte die vorherige Entscheidung des Supreme Court.
Spätere Entscheidungen indischer Gerichte sprachen wiederholt geschiedenen muslimischen Frauen jedoch sehr wohl das Recht auf Unterhalt durch den Ehemann über die Zeit der Iddah hinaus zu, so dass diese Frage weiterhin nicht abschließend geklärt scheint.
Der Fall wird oft als Wendepunkt in der modernen indischen Politik betrachtet, da er zur Stärkung der Hindutva-Bewegung beigetragen hat. Viele Hindus begannen zu befürchten, dass lautstark protestierende Minderheitsgruppierungen zu unangemessenen Vorteilen gelangen könnten. Zu einem zentralen Punkt der Hindu-Nationalisten wurde daher die Abschaffung der muslimischen Sonderrechte im Bereich des Familien, Ehe- und Erbschaftsrechts und die Einführung eines uniform civil code, eines für alle Inder unabhängig von ihrer Religion gleichermaßen gültigen Zivilrechts.

## Zitat
„Doch das islamische Recht kennt keine Unterhaltsverpflichtung. Orthodoxe indische Muslime (wie die von Darul Uloom) erklärten daraufhin, das Urteil verstoße gegen muslimisches Privatrecht, und gründeten aus Protest den All India Muslim Law Board (AIMLB). Die Regierung lenkte ein und erließ ein Gesetz, wonach geschiedenen Musliminnen keinerlei Unterhaltsanspruch zusteht. Seitdem hat kein einziger indischer Politiker es gewagt, die Macht der einflussreichen muslimischen Kleriker anzutasten.“

## Einzelbelege
1. 1 2 3  Asghar Ali Engineer: Maintenance for Muslim women. In: The Hindu. 7. August 2000, archiviert vom Original am 26. November 2016; abgerufen am 2. September 2015 (englisch).
2. ↑  Deutsche Übersetzung nach Rudi Paret: Sure: 2 – al-baqara Vers: 241. In: Corpus Coranicum. 2. Auflage, 1979, abgerufen am 13. September 2019.
3. ↑  Salman Rushdie: Islam: Doppelt gedemütigt. In: Die Zeit. 21. Juli 2005, abgerufen am 13. September 2019.